# رايموند فيليبس ساندرسون
رايموند فيليبس ساندرسون (بالإنجليزية: Raymond Phillips Sanderson)‏ هو نحات أمريكي، ولد في 1908، وتوفي في 1987.